# Gornji Štoj
Gornji Štoj este un sat din comuna Ulcinj, Muntenegru. Conform datelor de la recensământul din 2003, localitatea are 134 de locuitori (la recensământul din 1991 erau 404 locuitori).

## Demografie
În satul Gornji Štoj locuiesc 103 persoane adulte, iar vârsta medie a populației este de 40,5 de ani (41,9 la bărbați și 39,4 la femei). În localitate sunt 41 de gospodării, iar numărul mediu de membri în gospodărie este de 3,27.
|  |

| Demografie | Demografie | Demografie |
| An         | Locuitori  | Locuitori  |
| ---------- | ---------- | ---------- |
|            |            |            |
|            |            |            |
|            |            |            |
|            |            |            |
| 1948       | 228        |            |
| 1953       | 265        |            |
| 1961       | 311        |            |
| 1971       | 293        |            |
| 1981       | 427        |            |
| 1991       | 404        | 154        |
| 2003       | 270        | 134        |

| \| Componența etnică conform recensământului din 2003[2] \| Componența etnică conform recensământului din 2003[2] \| Componența etnică conform recensământului din 2003[2] \| Componența etnică conform recensământului din 2003[2] \| Componența etnică conform recensământului din 2003[2] \| \| ----------------------------------------------------- \| ----------------------------------------------------- \| ----------------------------------------------------- \| ----------------------------------------------------- \| ----------------------------------------------------- \| \| \| \| \| \| \| \| Albanezi \| Albanezi \| \| 124 \| 92,53% \| \| Muntenegreni \| Muntenegreni \| \| 5 \| 3,73% \| \| Sârbi \| Sârbi \| \| 2 \| 1,49% \| \| Italieni \| Italieni \| \| 1 \| 0,74% \| \| necunoscută \| necunoscută \| \| 0 \| 0% \| |              |  |     |        |
| Componența etnică conform recensământului din 2003 |              |  |     |        |
| |              |  |     |        |
| Albanezi | Albanezi     |  | 124 | 92,53% |
| Muntenegreni | Muntenegreni |  | 5   | 3,73%  |
| Sârbi | Sârbi        |  | 2   | 1,49%  |
| Italieni | Italieni     |  | 1   | 0,74%  |
| necunoscută | necunoscută  |  | 0   | 0%     |